# Суржа Юрій Ілліч
Юрій Ілліч Су́ржа (нар. 3 вересня 1937, Сабівка — пом. 23 січня 2019) — український актор.

## Біографія
Народився 3 вересня 1937 року в селі Сабівці (тепер Слов'яносербський район Луганської області, Україна). 1961 року закінчив театральну студію при Київському українському драматичному театрі імені І. Франка.
Працював:
- з 1961 року — у Донецькому українському музично-драматичному театрі імені Артема;
- у 1965—1975 роках — в Черкаському українському музично-драматичному театрі імені Т. Шевченка;
- з 1976 року — в Івано-Франківському українському музично-драматичному театрі імені І. Франка.

Помер 23 січня 2019 року.

## Ролі
театральні
- Солопій Черевик («Сорочинський ярмарок» Старицького);
- Попандопуло («Весілля в Малинівці» Юхвіда);
- Іван Сірошапка («Зачарований вітряк» Стельмаха);
- Терешко Колобок («Трибунал» Макайонка);
- Васков («А зорі тут тихі» Б. Васильєва);
- Буліка («Закон вічності» Думбадзе);
- В. І. Ленін («Кремлівські куранти» Погодіна).

у кіно
- 1962 — Квітка на камені;
- 1985 — Життя і безсмертя Сергія Лазо, епізод;
- 1993—1996 — Час збирати каміння (телесеріал), дід Микола;
- 2001 — На полі крові. Aceldama, Понтій Пілат[2].

## Відзнаки
- Народний артист УРСР з 1981 року;
- Премія імені В. Смоляка (за роль брата Лоренцо у трагедії «Ромео і Джульєтта» Вільяма Шекспіра)[1].